# مک گاف
مک گاف (انگلیسی: Mac Guff) شرکت فیلم‌سازی فرانسوی است، که در سال ۱۹۸۸ تأسیس شد.